# Références à des livres non-canoniques dans les livres bibliques canoniques
Les livres de la bible canonique contiennent un certain nombre de références à d'autres ouvrages qui n'en font pas partie. La plupart sont des écrits hébraïques anciens perdus, dont aucune copie n'existe de nos jours. D'autres sont des livres déclarés apocryphes, ou encore des textes païens n'ayant jamais fait partie du corpus religieux judéo-chrétien. 
Les citations incluses dans cet article utilisent le texte de la Bible Segond.

## Dans laBible hébraïque
Ce sont les livres communs à tous les chrétiens et les juifs.

### Dans le Pentateuque
Deux ouvrages perdus sont mentionnés : 

« Il prit le livre de l'alliance, et le lut en présence du peuple; ils dirent: Nous ferons tout ce que l'Éternel a dit, et nous obéirons. »

— Ex, 24:7
Ce livre de l'alliance pourrait en réalité être un texte désormais incorporé à l'Exode : voir Code de l'Alliance.

« C'est pourquoi il est dit dans le Livre des Guerres de l'Éternel (en): ...Vaheb en Supha, et les torrents de l'Arnon,  et le cours des torrents, qui s'étend du côté d'Ar et touche à la frontière de Moab »

— Nb, 21:14-15

### Dans les livres historiques
Un Livre du Juste (en) (ou, translittération, de Jasher) est cité par deux fois.

« Et le soleil s'arrêta, et la lune suspendit sa course, Jusqu'à ce que la nation eût tiré vengeance de ses ennemis. Cela n'est-il pas écrit dans le Livre du Juste (en)? Le soleil s'arrêta au milieu du ciel, Et ne se hâta point de se coucher, presque tout un jour. »

— jos 10:13

« et qu'il ordonna d'enseigner aux enfants de Juda. C'est le cantique de l'arc: il est écrit dans le Livre du Juste (en). »

— 2S 1:18
Le premier Livre de Samuel fait mention d'un livre réunissant les lois du royaume : 

« Samuel fit alors connaître au peuple le droit de la royauté, et il l'écrivit dans un livre, qu'il déposa devant l'Éternel. Puis il renvoya tout le peuple, chacun chez soi. »

— 1S, 10:25
Les deux livres des Rois font de très nombreuses références à deux livres perdus, les Chroniques des rois d'Israël (en), et les Chroniques des rois de Juda (en). 

« Le reste des actions de Jéroboam, comment il fit la guerre et comment il régna, cela est écrit dans le livre des Chroniques des rois d'Israël (en). »

— 1R 14:19

« Le reste des actions de Roboam, et tout ce qu'il a fait, cela n'est-il pas écrit dans le livre des Chroniques des rois de Juda (en)? »

— 1R 14:29
Et de nombreuses références similaires (même formulation) dans 1R 16:14, 16:20, 16:27, 22:39, 22:46; et dans 2R 1:18, 8:23, 10:34, 12:19, 13:8, 13:12, 14:15, 14:18, 14:28, 15:6, 15:11, 15:15, 15:21, 15:26, 15:31, 15:36, 16:19, 20:20, 21:17, 21:25, 23:28 et 24:5.
Un Livre des actes de Salomon (en) est mentionné une fois : 

« Le reste des actions de Salomon, tout ce qu'il a fait, et sa sagesse, cela n'est-il pas écrit dans le Livre des actes de Salomon (en)? »

— 1R 11:41
Les livres de chroniques mentionnent plusieurs livres inconnus : 

« Les actions du roi David, les premières et les dernières, sont écrites dans le Livre de Samuel le voyant (en), dans le livre de Nathan le prophète (en), et dans le livre de Gad le prophète (en) »

—  1Ch 29:29

« Le reste des actions de Salomon, les premières et les dernières, cela n'est-il pas écrit dans le Livre de Nathan le prophète (en), dans la Prophétie d'Achija de Silo (en), et dans les Révélations de Iddo le prophète (en), sur Jéroboam, fils de Nebath? »

—  2Ch 9:29

« Les actions de Roboam, les premières et les dernières, ne sont-elles pas écrites dans le Livre de Schemaeja le prophète (en) et le Livre d'Iddo le prophète, parmi les registres généalogiques? Il y eut toujours guerre entre Roboam et Jéroboam. »

—  2Ch 12:15

« Le reste des actions d'Abija, ce qu'il a fait et ce qu'il a dit, cela est écrit dans les mémoires du prophète Iddo. »

—  2Ch 13:22

« Sa prière et la manière dont Dieu l'exauça, ses péchés et ses infidélités, les places où il bâtit des hauts lieux et dressa des idoles et des images taillées avant de s'être humilié, cela est écrit dans le Livre de Hozaï (en). »

—  2Ch 33:19
Un ou plusieurs livres consignant l'histoire de l'Empire perse sont cités, par exemple :

« Tous les faits concernant sa puissance et ses exploits, et les détails sur la grandeur à laquelle le roi éleva Mardochée, ne sont-ils pas écrits dans le Livre des Chroniques des rois des Mèdes et des Perses? »

— Livre d'Esther, 10:2

## Dans leslivres deutérocanoniques
Il s'agit des livres d'origine hébraïque, mais non retenu par le canon juif, figurant cependant dans celui des églises orthodoxes et catholiques (mais abandonnés par les protestants). Ces livres ne sont pas inclus dans la traduction, protestante, de Ségond, le texte de la Bible de Jérusalem est donc utilisé ici.
Le Siracide (aussi appelé l'Ecclésiastique) fait référence à la célèbre fable d'Ésope réécrite par Jean de La Fontaine : 

« Ne te charge pas d'un lourd fardeau, ne te lie pas à plus fort et plus riche que toi. Pourquoi mettre le pot de terre avec le pot de fer? S'il le heurte il se brisera. »

— Si 13:3
Le Deuxième livre des Maccabées se présente lui-même comme étant un résumé des livres, perdus, de Jason de Cyrène :

« Tout cela ayant été exposé en cinq livres par Jason de Cyrène, nous essaierons de le résumer en un seul ouvrage. »

— 2M 2:23

## Dans le Nouveau Testament
Ewert  liste 132 passages du Nouveau Testament qui sont potentiellement des allusions à des ouvrages non-canoniques. 

### Dans les épîtres
L'épître aux Colossiens, de Paul, mentionne l'existence d'un autre épître adressé aux Laodicéens.

« Lorsque cette lettre aura été lue chez vous, faites en sorte qu'elle soit aussi lue dans l'Église des Laodicéens, et que vous lisiez à votre tour celle qui vous arrivera de Laodicée. »

— Col 4:16
L'Épître de Jude cite le Livre d'Hénoch, qui est connu mais rejeté aussi bien par les juifs que les chrétiens, à l'exception des chrétiens d'Éthiopie qui l'ont inclut dans leur canon.

« C'est aussi pour eux qu'Énoch, le septième depuis Adam, a prophétisé en ces termes: Voici, le Seigneur est venu avec ses saintes myriades,pour exercer un jugement contre tous, et pour faire rendre compte à tous les impies parmi eux de tous les actes d'impiété qu'ils ont commis et de toutes les paroles injurieuses qu'ont proférées contre lui des pécheurs impies. »

— Jd 14-15